# Rick Berg
Richard Alan Berg dit Rick Berg (né le 16 août 1959 à Maddock) est un homme politique américain, membre du Parti républicain. Il représente l'unique district du Dakota du Nord à la Chambre des représentants des États-Unis de 2011 à 2013. Candidat au Sénat des États-Unis, il est battu de justesse par la démocrate Heidi Heitkamp le 6 novembre 2012.

## Jeunesse et études
Né à Maddock dans le Dakota du Nord, Rick Berg grandit à Hettinger. Après avoir fréquenté le North Dakota State College of Science (en), il est diplômé d'un baccalauréat universitaire ès sciences de l'université d'État du Dakota du Nord en 1981. Il devient homme d'affaires dans le domaine immobilier et acquiert une fortune de plusieurs millions de dollars.

## Carrière politique

### Chambre des représentants du Dakota du Nord
Il est élu à la Chambre des représentants du Dakota du Nord en 1984. Il préside brièvement la chambre en 1993 puis devient le chef de la majorité républicaine de 2003 à 2009. Il préside également la commission du commerce. Durant son mandat, il soutient plusieurs lois pour renforcer les pouvoirs des propriétaires face aux locataires, notamment en matière d'expulsion, et pour baisser les taxes pesant sur les propriétaires.

### Chambre des représentants des États-Unis
En 2010, il se présente à la Chambre des représentants des États-Unis dans l'unique district du Dakota du Nord. Soutenu par le Parti républicain local, il remporte facilement la primaire avec environ 90 % des suffrages face à J.D. Donaghe. Il se retrouve dans une élection serrée avec le démocrate sortant, Earl Pomeroy, élu depuis neuf mandats. Berg attaque le sortant pour son vote en faveur de l'Obamacare et prend la tête des sondages. Il remporte l'élection avec 55 % des voix.
L'analyse de ses votes et de ses prises de positions par le site indépendant On the Issues montre que Rick Berg est un conservateur légèrement populiste.

### Candidature au Sénat des États-Unis
Alors que le sénateur démocrate sortant Kent Conrad décide de ne pas solliciter un nouveau mandat, Berg annonce sa candidature au Sénat des États-Unis le 16 mai 2011. Il arrive en tête de la primaire républicaine en rassemblant deux tiers des suffrages face à Duane Sand. Il doit désormais affronter l'ancienne procureure générale de l’État, la démocrate Heidi Heitkamp. Le départ de Conrad laisse espérer une victoire facile des républicains dans cet État conservateur, mais Heitkamp mène une bonne campagne. Durant la campagne, Berg est nomment critiqué pour ses liens avec des entreprises de gestion immobilière controversées. Il perd l'élection de justesse avec 49,5 % des voix contre 50,5 % pour Heitkamp. L'élection de la démocrate est considérée comme une surprise, le Dakota du Nord donnant le même jour 20 points d'avance à Mitt Romney.
En mars 2018, il est élu président du Parti républicain du Dakota du Nord, succédant à Kelly Armstrong. Il est réélu à ce poste l'année suivante.